# Sean Sullivan (Eishockeyspieler)
Sean Sullivan (* 29. März 1984 in Boston, Massachusetts) ist ein ehemaliger US-amerikanisch-deutscher Eishockeyspieler, der im Verlauf seiner aktiven Karriere zwischen 2003 und 2020 unter anderem 336 Spiele für die Straubing Tigers, Iserlohn Roosters, Hamburg Freezers und den ERC Ingolstadt in der Deutschen Eishockey Liga (DEL) auf der Position des Verteidigers bestritten hat.

## Karriere
Aufgewachsen in Braintree, begann Sean Sullivan seine Eishockeykarriere an der St. Sebastian’s School, eine monoedukative, katholisch geprägte, weiterführende Privatschule in Needham, wo der damalige Schüler unter anderem mit dem späteren NHL-Profi Brian Boyle zusammen spielte. In der dortigen Schulmannschaft war er Assistenzkapitän. In seinem letzten Jahr an der St. Sebastian’s School wurde er mit 39 Scorerpunkten punktbester Verteidiger der Independent School League (USHS). Außerdem wurde der Linksschütze zweimal in das All-Star-Team der Liga gewählt.
Ab 2003 besuchte der damals 19-Jährige die Boston University, wo er fortan für vier Jahre für die Universitätsmannschaft, die Terriers, spielte. Im gleichen Jahr wurde der US-Amerikaner im NHL Entry Draft von den Phoenix Coyotes in der neunten Runde an 272. Position ausgewählt. Sullivan bestritt aber bis dato kein Spiel in der National Hockey League. Seinen größten Erfolg im Trikot der Boston University feierte der US-Amerikaner mit dem Gewinn der Meisterschaft der Hockey East im Jahr 2006. Eine Saison darauf führte der Senior das Team als Kapitän auf das Eis. Zum Ende der Spielzeit wurde er zum besten Defensivverteidiger der Hockey East gekürt. Nachdem Sullivan bereits in der Vorsaison sporadisch für San Antonio Rampage, dem damaligen Farmteam der Phoenix Coyotes zum Einsatz kam, unterzeichnete der Verteidiger seinen ersten Profivertrag bei der Organisation aus Glendale. Da der Kontrakt, der vorerst über zwei Jahre lief, nur ein Zwei-Wege-Vertrag war, garantierte dieser keine Einsätze in der nordamerikanischen Eliteklasse. So wurde Sullivan sowohl bei den Arizona Sundogs in der Central Hockey League, aber vor allem bei San Antonio Rampage in der American Hockey League eingesetzt. Bei dem Team aus Texas entdeckte der eigentlich eher defensiv agierende Verteidiger seine Offensivqualitäten und wurde mit 32 Punkten in der Saison 2008/09 punktbester Verteidiger seiner Mannschaft. Dank seiner zufriedenstellenden Leistungen wurde sein Kontrakt bei der Organisation der Phoenix Coyotes um ein weiteres Jahr verlängert. In den ersten acht Spielen der neuen Spielzeit gelangen ihm zehn Scorerpunkte. Aufgrund dieser Tatsache wurde er als AHL player of the week geehrt. Außerdem nahm er zum ersten Mal am Training der Coyotes teil als Ersatz für den verletzten Zbyněk Michálek. Am Ende der Spielzeit 2009/10 war der Verteidiger erneut mit diesmal 49 Punkten punktbester Defensivakteur von San Antonio Rampage. Durch diese Leistungen wurde Sullivan für das AHL All-Star Classic nominiert.
Zum Start der neuen Spielzeit schloss sich der US-Amerikaner der Organisation der San Jose Sharks an, wo er einen Einjahresvertrag unterzeichnete. Wiederum wurde Sullivan ausschließlich in der AHL, beim Farmteam des Teams aus Kalifornien, den Worcester Sharks eingesetzt. Mitte der Saison 2011/12 verpflichtete die Organisation der Florida Panthers im Tausch gegen Tim Kennedy den Defensivspieler. Der Transfer bedeutete eine Rückkehr zu San Antonio Rampage, die mittlerweile ihren Kooperationspartner gewechselt hatten. Mit den Texanern erreichte Sullivan die Play-offs, schied dort aber bereits im Conference Halbfinale aus. Am 10. Juli 2012 unterzeichnete der inzwischen Free Agent einen Einjahresvertrag bei der Organisation der Colorado Avalanche. Auch hier kam er über Einsätze in der AHL nicht hinaus. Bei den Lake Erie Monsters konnte er aufgrund eines Kieferbruches nur die Hälfte der Spiele der Saison 2012/13 bestreiten.
Da sein Kontrakt erneut nicht verlängert wurde, entschied sich der US-Amerikaner für einen Wechsel nach Europa. Am 7. Juni 2013 gab der schwedische Verein MODO Hockey den Transfer des Europaneulings bekannt. Sullivan unterzeichnete einen Einjahresvertrag. Jedoch wurde dieser bereits nach zehn Spielen angesichts enttäuschender Leistungen am 12. Oktober 2013 wieder aufgelöst. Nur einen Tag später gaben die Straubing Tigers aus der Deutschen Eishockey Liga die Verpflichtung des Verteidigers bekannt. Beim zu diesem Zeitpunkt Tabellenletzten unterschrieb Sullivan bis zum Ende der Saison 2013/14. Zur Saison 2014/15 wechselte er zu den Iserlohn Roosters. Seit Februar 2015 besitzt Sullivan die deutsche Staatsbürgerschaft. Im Juni 2015 unterzeichnete er einen Dreijahresvertrag bei den Hamburg Freezers. Im Mai 2016 endete allerdings sein Engagement in Hamburg, nachdem die Freezers keine Lizenz für die DEL-Saison 2016/17 beantragten. Nach einem erfolglosen Probetraining beim AHL-Club Hartford Wolf Pack kehrte der Defensivakteur in die DEL zurück, wo Sullivan abermals, vorerst mit einem Probevertrag ausgestattet (dann Vertragsverlängerung bis Saisonende 2016/17), für die Straubing Tigers auflief. Im April 2017 wurde er vom ERC Ingolstadt unter Vertrag genommen. Nach drei Jahren für den ERC beendete er im Herbst 2020 seine Karriere.

## Spielweise
Sean Sullivan gilt als Verteidiger mit Offensivpotenzial, dessen Stärken allerdings in der Defensive liegen, er hat keine Angst physisch zu agieren. Des Weiteren ist er ein guter Schlittschuhläufer, der mit einem soliden Schuss ausgestattet ist. Jason Dunham, der sportliche Leiter der Straubing Tigers sagte über ihn: „... Er ist ein guter und solider Verteidiger, der auch offensiv Akzente setzen kann. Ich bin davon überzeugt, dass er uns weiterhelfen wird.“

## Erfolge und Auszeichnungen
- 2006 Lamoriello-Trophy-Gewinn mit der Boston University
- 2007 NCAA East Second All-American Team
- 2007 Hockey East Best Defensive Defenseman
- 2010 Teilnahme am AHL All-Star Classic

## Karrierestatistik
(Legende zur Spielerstatistik: Sp oder GP = absolvierte Spiele; T oder G = erzielte Tore; V oder A = erzielte Assists; Pkt oder Pts = erzielte Scorerpunkte; SM oder PIM = erhaltene Strafminuten; +/− = Plus/Minus-Bilanz; PP = erzielte Überzahltore; SH = erzielte Unterzahltore; GW = erzielte Siegtore; 1 Play-downs/Relegation; Kursiv: Statistik nicht vollständig)